# Idaea bicincta
Idaea bicincta är en fjärilsart som beskrevs av Geoffroy 1785. Idaea bicincta ingår i släktet Idaea och familjen mätare. Inga underarter finns listade i Catalogue of Life.